# Sea Skua
Sea Skua je britská lehká podzvuková protilodní střela. Střela byla vyvinuta britskou zbrojovkou British Aircraft Corporation (později Matra BAe Dynamics, nejpozději MBDA) jako protilodní výzbroj vrtulníků. Může být vypouštěna z vrtulníků, válečných lodí, nebo pobřežních baterií. Ve Velké Británii ji ve službě nahradí nová protilodní střela Sea Venom.

## Vývoj

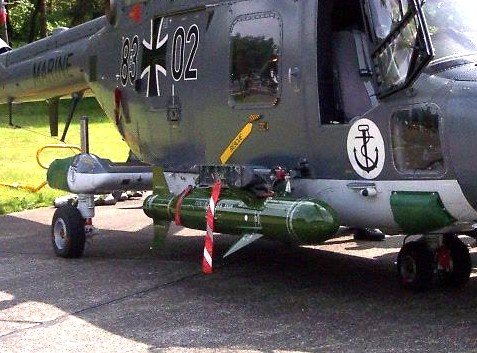
Střela Sea Skua na závěsníku německého vrtulníku Lynx Mk.88

Střela CL 834, později přejmenovaná na Sea Skua, byla vyvinuta britskou zbrojovkou British Aircraft Corporation (BAC). Vývoj byl zahájen roku 1972. Střela měla nahradit dosavadní francouzské střely AS.12 nesené vrtulníky Westland Wasp. Její hlavní předností měl být dostřel umožňující ničení nepřátelských plavidel mimo dosah jejich protiletadlových zbraní. Střela Sea Skua byla od počátku vyvíjena jako součást systému tvořeného dále vrtulníkem Westland Lynx (jeden unesl až čtyři střely) a radarem Seaspray, který sloužil k detekci cílů a navádění útočících střel.
První zkušební test střely proběhl roku 1979 na střelnici Aberporth v zátoce Cardigan u pobřeží Walesu. Britské námořnictvo první střely převzalo roku 1981 a ve falklandské válce je nasadilo ještě před jejich plným zařazením do služby. Počátečních operačních schopností střela Sea Skua dosáhla roku 1982.
Roku 1990 byla otestována integrace střely Sea Skua do výzbroje hladinové lodě, kterou byl technologický demonstrátor Verifier. Ve druhé polovině 90. let byla postavena série takto vyzbrojených raketových člunů pro Kuvajt. Později byla vyvinuta také pozemní verze systému.

## Popis
Střelu pohání booster a letový raketový motor na pevné pohonné látky. Střela má poloaktivní radarové navádění vyvinuté společností Marconi Defence Systems. K ozařování cíle slouží vrtulníkem nesený radar GEC-Ferranti Seaspray. Let nízko nad hladinou umožňuje radarový výškoměr Thomson-TRT AHV-7. Bojová hlavice má hmotnost 28 kg, z toho 9 kg tvoří výbušnina RDX. Dosah střely je až 25 km.

## Uživatelé
- Bahrajn[1]

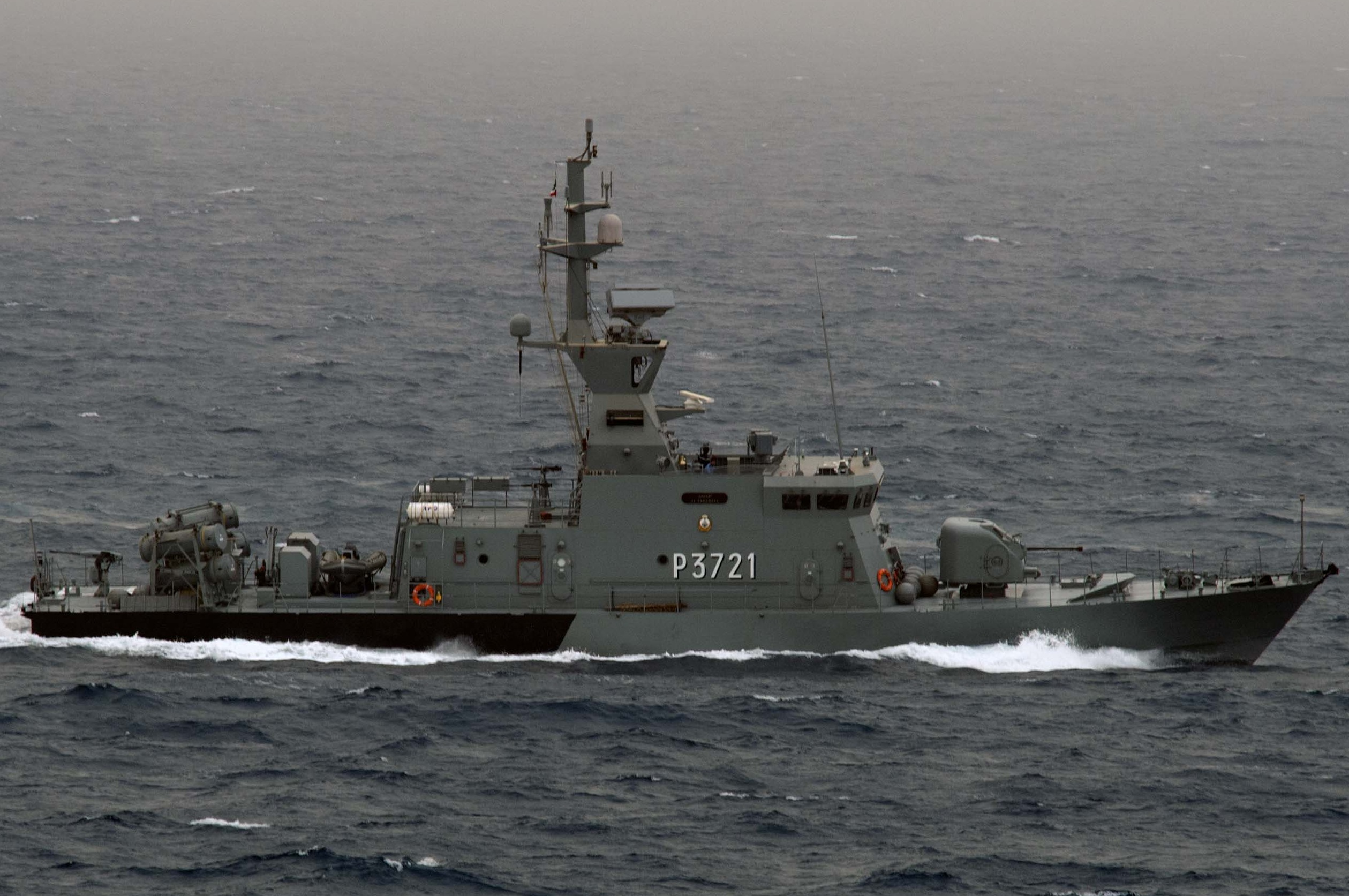
Al Fahaheel (P3721)

- Brazílie Brazilské námořnictvo[1]

- Francie[1]

- Indie[1]

- Jižní Korea[1]

- Kuvajt Kuvajtské námořnictvo – střely Sea Skua nese osm raketových člunů třídy Um Al Maradim.

- Malajsie Malajsijské královské námořnictvo – střelami jsou vyzbrojeny tamní vrtulníky Super Lynx 300.[1]

- Německo Německé námořnictvo[1]

- Turecko[1]

- Spojené království Britské královské námořnictvo – hlavní uživatel střely. Do služby zavedeny roku 1982.[7] Vyřazeny byly 31. března 2017.[8]

## Operační služba
Britské královské námořnictvo nasadilo střela Sea Skua roku 1982 ve falklandské válce. Střely mohlo nést 16 ze 24 vrtulníků Lynx HAS.2 nasazených do operace Corporate. Dne 3. května 1982 vrtulníky Lynx startující z torpédoborců HMS Coventry (D118) a HMS Glasgow (D88) střelami Sea Skua poškodily argentinskou hlídkovou loď ARA Alferez Sobral (A-9). Dne 23. května 1982 vrtulník Lynx startující z fregaty HMS Antelope (F170) dvěma střelami Sea Skua zasáhl již dříve poškozenou argentinskou zásobovací loď ELMA Río Carcarañá, která kotvila v přístavu Port King. Vrtulník z fregaty HMS Penelope (F127) zasáhl také hlídkovou loď Río Iguazu (CG-83).
Ve válce v Zálivu v letech 1990–1991 byla střelami Sea Skua potopena čtyři irácká plavidla a dalších 12 bylo poškozeno. Dle serveru Think Defence svůj cíl zasáhlo 18 z 25 vypuštěných střel Sea Skua. Spojené království střely vyřadilo v březnu 2017 společně s posledními vrtulníky Lynx.

## Hlavní technické údaje[5]
- Hmotnost: 145 kg (28kg hlavice)
- Délka: 2,5 m
- Průměr: 0,25 m
- Rozpětí: 0,72 m
- Rychlost: 1050 km/h
- Dosah: 2–25 km